# El beso de Judas

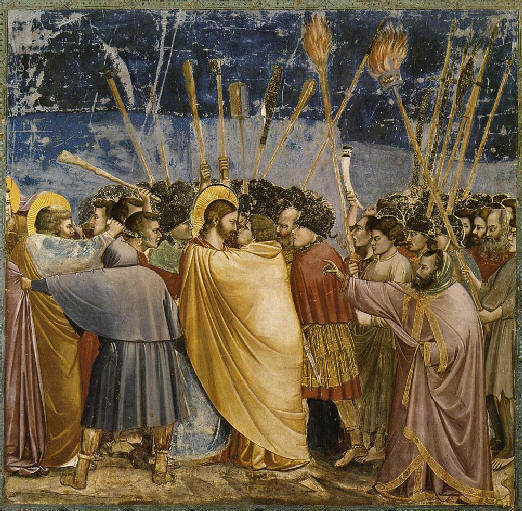
El beso de Judas representado por Giotto en la Capilla de los Scrovegni (Padua, Italia).

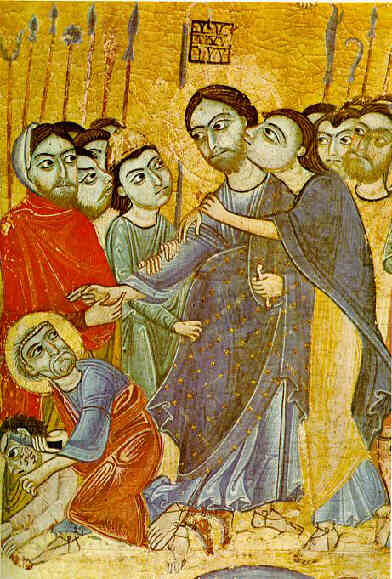
"El beso de Judas". Anónimo del siglo XII.

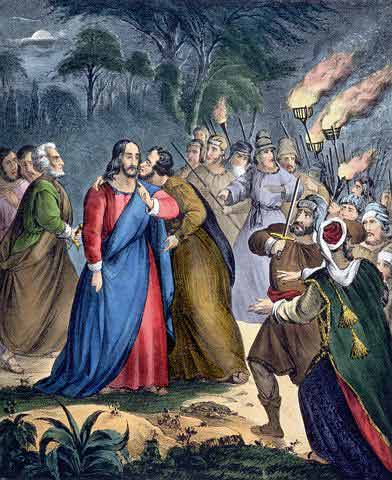
Ilustración de 1860.

El beso de Judas, también conocido como la traición de Cristo,  es uno de los episodios evangélicos de la Pasión de Jesús, el que da paso al Prendimiento. Es el acto con el que Judas identificó a Jesús ante la multitud con espadas y garrotes que había venido de parte de los jefes de los sacerdotes y ancianos del pueblo para arrestarlo, según los Evangelios Sinópticos. El beso se lo da Judas en el Huerto de Getsemaní después de la Última Cena y conduce directamente al arresto de Jesús por la fuerza policial del Sanedrín.
Dentro de la vida de Jesús en el Nuevo Testamento, los acontecimientos de su identificación ante fuerzas hostiles y posterior ejecución están directamente prefigurados tanto cuando Jesús predice su traición como cuando Jesús predice su muerte.
Según los Evangelios, en el año 33 de la era cristiana, Judas Iscariote delató a Jesús de Nazaret en el Huerto de Getsemaní mediante un beso.
Este momento ha sido representado en diversas manifestaciones artísticas, mientras el beso ha simbolizado tradicionalmente a la traición.
Aunque en las obras de arte se representa a Judas dando un beso a Jesús en la cara, la costumbre de entonces era besar a los maestros en la mano. Por otro lado, tanto el Evangelio de Mateo (26:47-50) como el Evangelio de Marcos (14:43-45) utilizaron el verbo griego kataphilein, el cual significa ‘besar tiernamente, intensamente, firmemente o repetidamente’ para describir a Judas dando un beso a Jesús, el mismo que Hechos 20:37, Lucas 7:38 y 45, y Lucas 15:20 emplean para momentos emotivos, como la despedida del apóstol Pablo de los ancianos de Éfeso, la unción de Jesús y el encuentro del hijo pródigo con su padre respectivamente. 
Fuera de la literatura bíblica, Plutarco también empleó kataphilein para describir el famoso beso que Alejandro Magno le dio a su eunuco y amante Bagoas.
Además, en el apócrifo Evangelio de Judas (56-57) se da una versión gnóstica de la historia, según la cual fue Jesús quien pidió a Judas que le traicionara: «Tú los superarás a todos ellos. Porque tú sacrificarás el hombre que me cubre (...). La estrella que indica el camino es tu estrella».

## En la Biblia
- Evangelio de Mateo, capítulo 26
  - 47 Mientras todavía hablaba, vino Judas, uno de los doce, y con él mucha gente con espadas y palos, de parte de los principales sacerdotes y de los ancianos del pueblo.
  - 48 Y el que le entregaba les había dado señal, diciendo: «Al que yo besare, ese es: prendedle».
  - 49 Y enseguida se acercó a Jesús y dijo «¡Salve, maestro!». Y le besó.[2]

- Evangelio de Marcos, capítulo 14
  - 43 Luego, hablando él aún, vino Judas, que era uno de los doce, y con él mucha gente con espadas y palos, de parte de los principales sacerdotes y de los escribas y de los ancianos.
  - 44 Y el que le entregaba les había dado señal, diciendo: «Al que yo besare, ese es: prendedle, y llevadle con seguridad».
  - 45 Y cuando vino, se acercó luego a él, y le dijo: «Maestro, maestro». Y le besó.[2]

- Evangelio de Lucas, capítulo 22
  - 47 Mientras él aún hablaba, se presentó una turba; y el que se llamaba Judas, era uno de los doce, iba al frente de ellos; y se acercó hasta Jesús para besarle.
  - 48 Entonces Jesús le dijo: «Judas, ¿con un beso entregas al hijo del hombre?».[2]

- El Evangelio de Juan omite toda mención del beso.

## Interpretaciones de la Iglesia católica
Los cuatro evangelios recuerdan la grandeza de Jesús al enfrentarse a los sucesos que vendrían a continuación: la traición de Judas, la enfurecida muchedumbre, la curación de la herida al criado del sumo sacerdote, etc. Lucas pone su acento en dos situaciones: en la misericordia del Señor al curar al criado y en lo que puede parecer una  victoria eventual del diablo. Tomas Moro pone su énfasis en la traición de Judas de la siguiente manera

Después de ver de cuántas maneras mostró Dios su misericordia con Judas, que de Apóstol había pasado a traidor, al ver con cuánta frecuencia le invitó al perdón, y no permitió que pereciera sino porque él mismo quiso desesperar, no hay razón alguna en esta vida para que nadie, aunque sea como Judas, haya de desesperar del perdón 

Juan Damasceno pone de manifiesto la grandeza del Señor. Judas, con un beso, le traiciona. Jesús es apresado con nocturnidad y a escondidas, por un gran tropel de gente armada, aunque una sola petición  al Padre desharía aquellos planes. Pedro, según recuerda Jn 18,10— saca la espada. Pero Jesús no ofrece resistencia, se entrega voluntariamente. Su decisión de cumplir con lo dicho en las Escrituras es irrevocable aun a costa de entregar su vida: 

Porque, siendo Dios, se hizo hombre y con su voluntad humana se sometió, haciéndose obediente a ti, Dios, su Padre 

## Otros comentarios
Justus Knecht comenta el beso de Judas, escribiendo:

No rechazó su beso traicionero: Permitió que Su sagrado Rostro fuera tocado por los labios de este vil traidor, e incluso le llamó: "¡Amigo!" "Siempre te he tratado como a Mi amigo", quiso dar a entender, "¡por qué, pues, vienes ahora a la cabeza de Mis enemigos, y me traicionas ante ellos con un beso!". Este trato amoroso por parte de nuestro Señor fue para el ingrato traidor una última hora de gracia. Jesús le dio a entender que todavía le amaba a pesar de su vil crimen, y que estaba dispuesto a perdonarle.

Cornelio a Lapide en su Gran comentario escribe,

Víctor de Antioquía dice: "El infeliz dio el beso de la paz a Aquel contra quien estaba tendiendo trampas mortales." "Dando", dice pseudo-Jerónimo, "la señal del beso con el veneno del engaño". Además, aunque Cristo sintió profundamente, y le dolió mucho su traición por Judas, sin embargo no rechazó su beso, y le dio a cambio un beso cariñoso. 1. "Para que no pareciese que rehusaba la traición" (San Ambrosio en Lucas xxi. 45), sino que de buena gana la abrazaba y aun mayores indignidades, por nuestro bien. 2. 2. Para ablandar y traspasar el corazón de Judas. Para enseñarnos a amar a nuestros enemigos y a aquellos que sabemos que se ensañarían contra nosotros (San Hilario de Poitiers). Porque Cristo no odiaba, sino que amaba al traidor, y se entristeció más por su pecado que por su propia traición, y en consecuencia se esforzó por llevarlo al arrepentimiento.

## Filmografía
- El beso de Judas (de Rafael Gil, 1954).
- Judas Kiss (literalmente, ‘el beso de Judas’; de Sebastián Gutiérrez, 1998).